# Мийзакюла (Ляене-Ніґула)
Ми́йзакюла (ест. Mõisaküla) — село в Естонії, у волості Ляене-Ніґула повіту Ляенемаа.

## Населення
Чисельність населення на 31 грудня 2011 року становила 25 осіб.

## Географія
Через населений пункт проходить автошлях 16134 (Ору — Соолу — Ялуксе).

## Історія
До 27 жовтня 2013 року село входило до складу волості Ору.